# Pfarrkirche Gösing am Wagram

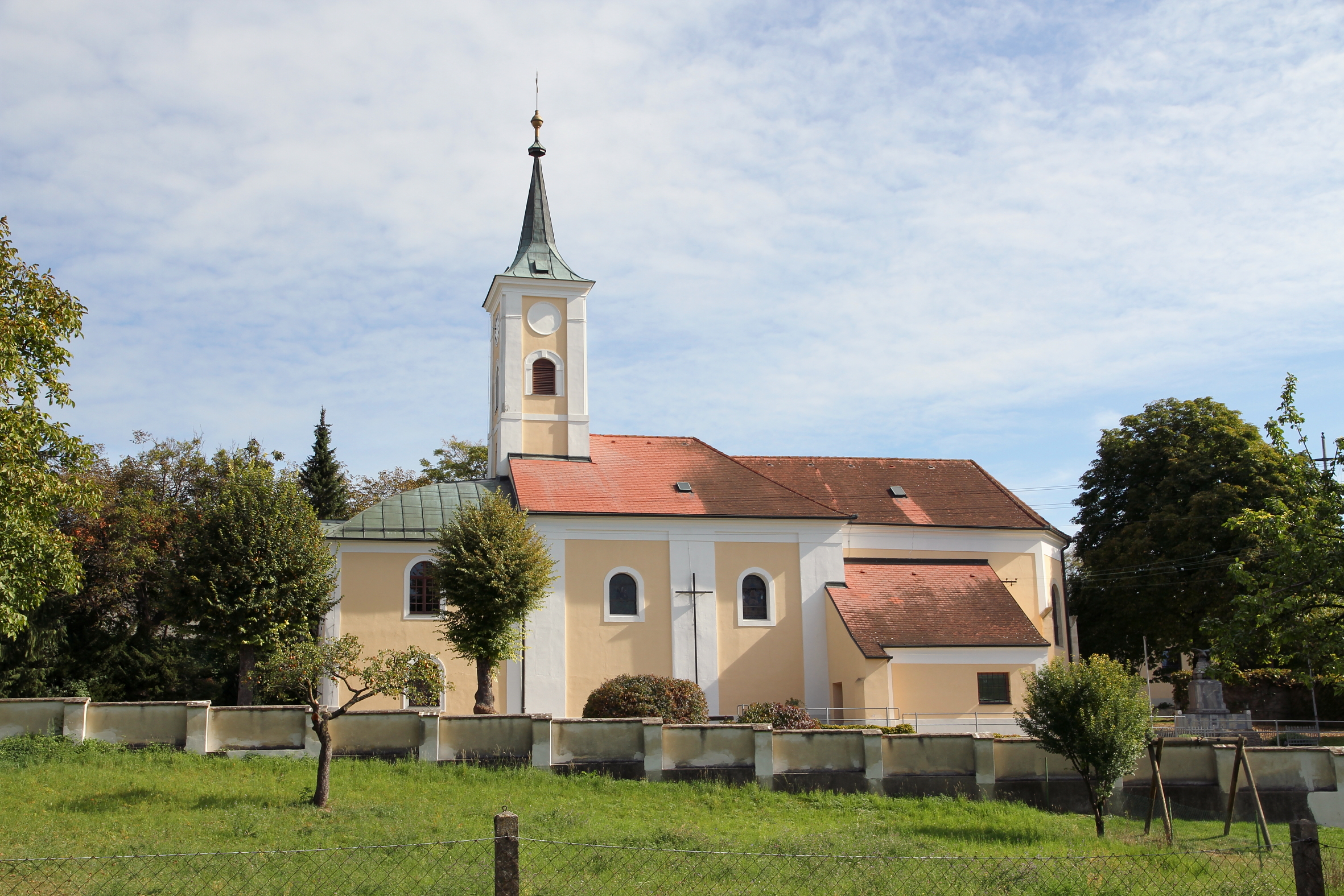
Kath. Pfarrkirche hl. Johannes der Täufer in Gösing am Wagram

Die römisch-katholische Pfarrkirche Gösing am Wagram steht im Südosten des Ortes Gösing am Wagram in der Marktgemeinde Fels am Wagram im Bezirk Tulln in Niederösterreich. Die dem heiligen Johannes der Täufer geweihte Kirche gehört zum Dekanat Hadersdorf im Vikariat Unter dem Manhartsberg der Erzdiözese Wien. Die Kirche steht unter Denkmalschutz.

## Geschichte
Im 14. Jahrhundert eine Filiale von Grafenwörth, wurde 1480 eine Pfarre urkundlich mit der Klostergründung eines Karmelitenklosters am Hof in Wien genannt. Nach der Auflösung des Karmeliterklosters in Wien war die Pfarre von 1548 bis 1995 dem Stift Göttweig inkorporiert. Von 1631 bis 1752 war die Kirche eine Filiale von Mühlbach.
An eine spätgotische Kapelle, 1477 urkundlich genannt, wurde 1671 ein frühbarocker Kirchenbau durch den Maurermeister Georg Dufta angefügt. In der Mitte des 19. Jahrhunderts wurde die Kirche um einen Turmaufsatz und einen Vorbau erweitert.

## Ausstattung
Der späthistoristische Hochaltar aus 1904 trägt ein Hochrelief Taufe Christi und die Seitenfiguren Leopold und ein Bischof.
Die Orgel bauten Max Zachistal und Franz Capek (1898).